# Нью-Філадельфія (Пенсільванія)
Нью-Філадельфія (англ. New Philadelphia) — місто (англ. borough) в США, в окрузі Скайлкілл штату Пенсільванія. Населення — 1054 особи (2020).

## Географія
Нью-Філадельфія розташований за координатами 40°43′4″ пн. ш. 76°7′0″ зх. д. / 40.71778° пн. ш. 76.11667° зх. д. (40.717829, -76.116686).  За даними Бюро перепису населення США в 2010 році місто мало площу 3,90 км², уся площа — суходіл.

## Демографія
Згідно з переписом 2010 року, у селищі мешкало 1085 осіб у 477 домогосподарствах у складі 300 родин. Густота населення становила 278 осіб/км².  Було 574 помешкання (147/км²).
Расовий склад населення:
| - 97,1 % — білих - 0,6 % — корінних американців - 0,4 % — вихідців з тихоокеанських островів - 0,2 % — чорних або афроамериканців - 0,1 % — азіатів |

До двох чи більше рас належало 0,9 %. Частка іспаномовних становила 1,7 % від усіх жителів.
За віковим діапазоном населення розподілялося таким чином: 18,7 % — особи молодші 18 років, 62,5 % — особи у віці 18—64 років, 18,8 % — особи у віці 65 років та старші. Медіана віку мешканця становила 44,9 року. На 100 осіб жіночої статі у селищі припадало 99,1 чоловіків;  на 100 жінок у віці від 18 років та старших — 100,0 чоловіків також старших 18 років.
Середній дохід на одне домашнє господарство  становив 48 379 доларів США (медіана — 37 750), а середній дохід на одну сім'ю — 60 676 доларів (медіана — 57 813). Медіана доходів становила 44 712 долари для чоловіків та 27 361 долар для жінок. За межею бідності перебувало 10,4 % осіб, у тому числі 6,9 % дітей у віці до 18 років та 9,2 % осіб у віці 65 років та старших.
Цивільне працевлаштоване населення становило 425 осіб. Основні галузі зайнятості: освіта, охорона здоров'я та соціальна допомога — 26,6 %, виробництво — 13,9 %, будівництво — 12,2 %, мистецтво, розваги та відпочинок — 12,0 %.